# Ludovico Chigi Albani della Rovere
Ludovico Chigi Albani della Rovere (10 juli 1866 – 14 november 1951) werd op 30 mei 1931 gekozen tot prins-grootmeester van de Souvereine Militaire Hospitaalorde van Sint-Jan van Jeruzalem, Rhodos en Malta. Hij stierf in 1951.
Ludovico Chigi had een late roeping, de vooraanstaande edelman uit de "zwarte adel" van het pauselijk hof was een weduwnaar met twee kinderen.

## Levensloop
Chigi was de zoon van Mario Chigi Albani della Rovere, prins van het Heilige Roomse Rijk van de Duitse Natie, zevende prins van Farnese en Campagnano, derde prins van Soriano, zevende hertog van Arriccia en van Formello, markies van Magliana Pecorareci, erfmaarschalk van de Heilige Roomse Kerk en Behoeder van het Conclaaf. Zijn moeder was een Duitse prinses, Antoinette zu Sayn-Wittgenstein-Sayn. De familie Chigi bezat grote landerijen rond Siena.
Op 5 juni 1893 huwde Ludovico Chigi met Donna Anna Aldobrandini, de dochter van Pietro, prins Aldobrandini, prins van Sarsina, en Françoise Charlotte Victorine Marie de La Rochefoucauld, dochter van de hertog van Rochefoucauld. Het paar kreeg twee kinderen.
- Sigismondo Chigi Albani della Rovere Albani, 12 december 1894 - 24 december 1982)
- Laura Maria Caterina Chigi Albani della Rovere (30 april 1898 - 4 november 1984)

Prinses Anna stierf op 17 september 1898. Op 4 november 1914 stierf prins Mario en erfde Ludovico zijn titels en erfelijke waardigheden. Ludovico Chigi heeft drie conclaven georganiseerd. Hij werd ook erelid van de Pauselijke Academie van Wetenschappen.
Nu zijn huwelijk door de dood was ontbonden kon Ludovico een geestelijke loopbaan volgen. Hij werd een "Fra'" of "frater" en een van de geprofeste ridders van Justitie van de Orde van Malta. Daarvoor legde hij de drie geloften van kuisheid, armoede en gehoorzaamheid af en werd hij kerkrechtelijk gezien monnik, ook al bleef hij, als alle ridders van Malta, als een "wereldheer" in zijn eigen huis, het Palazzo Chigi, wonen. Op 30 mei 1931 koos een conclaaf van de orde hem tot prins-grootmeester als opvolger van de op 26 maart 1931 gestorven Galeazzo von Thun und Hohenstein die tijdens het interregnum en ook in de twee laatste jaren van zijn regering was vervangen door luitenant-grootmeester Fra' Pio Franchi de' Cavalieri. Prins-grootmeester Fra' Ludovico regeerde in moeilijke jaren, het Nazi-regime vervolgde de Orde van Malta en de orde kreeg een zware taak aan het lenigen van de nood van de oorlogsslachtoffers van de Tweede Wereldoorlog en de miljoenen mensen die na de grenswijzigingen in Oost-Europa huis en haard moesten verlaten. De orde verloor ook haar invloed en bezittingen in de landen die door de communisten werden geregeerd. In 1947 werd Fra' Ludovico Chigi president van een comité dat met internationale steun de verwoeste Abdij van Monte Cassino restaureerde..
Fra' Ludovico Chigi stierf aan een hartaanval.